# Diana Krull
Diana Krull, född 26 juli 1930 i Tallinn, död 24 september 2013 i Stockholm, var en svensk språkvetare och tonsättare.
Krull, som var av estnisk härkomst, studerade från början av 1950-talet piano och komposition för bl.a. Gottfrid Boon och Karl-Birger Blomdahl och var verksam som musiklärare och tonsättare. Hon har komponerat musik för kammarensemble och soloinstrument.
Med början på 1970-talet studerade hon ett flertal språk samt allmän språkvetenskap och fonetik. År 1988 disputerade hon i fonetik på Stockholms universitet och fortsatte sedan att ägna sig åt forskning i ämnet, särskilt om akustisk fonetik samt talets perception och prosodi. Hon blev docent på sin forskning.

## Verk
- Kvartett (1955), för 2 fioler, klarinett och cello
- Kvartett (1957), för flöjt, klarinett, fagott och piano
- Varianter – Sonat (1958), för soloviolin